# Aiden Ford
El tinent Aiden Ford, va néixer el 1979, és un oficial marine interpretat per Rainbow Sun Francks a la sèrie de ciència-ficció Stargate Atlantis.
Durant la primera temporada Ford era un dels protagonistes de la sèrie, però per culpa d'un incident en l'últim capítol de la primera temporada (The Siege: Part 2) es veu obligat a abandonar Atlantis convertint-se així en un invitat recurrent a la segona temporada. En finalitzar la primera temporada, tant els productors de la serie com el mateix actor, no acabaven d'estar del tot satisfets amb el resultat del personatges i a conseqüència van decidir treure'l. Com que no volien treure'l cense més, els guionistes van idear una manera de fer el personatge més important, però amb l'efecte col·lateral de convertir-lo en recurrent.
Ford és un jove entusiasta i energètic, sempre disposat a ajudar a qui ho necessiti. Serveix com a segon de cap en del major John Sheppard. Anteriorment havia servit en el Comando Stargate i és un expert en explosius i armes.